# 497
| 497                |
| ------------------ |
| Dødsfald - Fødsler |
|                    |

| Gregoriansk kalender | 497 CDXCVII             |
| Ab urbe condita      | 1250                    |
| Armensk kalender     | I/T                     |
| Kinesiske kalender   | 3193 – 3194 丙子 – 丁丑 |
| Etiopisk kalender    | 489 – 490               |
| Jødisk kalender      | 4257 – 4258             |
| Hindukalendere       |                         |
| - Vikram Samvat      | 552 – 553               |
| - Shaka Samvat       | 419 – 420               |
| - Kali Yuga          | 3598 – 3599             |
| Iransk kalender      | 125 BP – 124 BP         |
| Islamisk kalender    | 129 BH – 128 BH         |

Se også 497 (tal)